# Jacques Nayral
Jacques Nayral, de son vrai nom Joseph Houot, est un journaliste, écrivain et poète français né le 15 mai 1876 à Remiremont et mort pour la France le 9 décembre 1914 à La Bassée. 

Associé à l'éditeur Eugène Figuière et ami d'Alexandre Mercereau, il est également connu pour le portrait cubiste qu'Albert Gleizes a peint de lui en 1911, Portrait de Jacques Nayral.
Tombé au front, l’Académie française lui décerne le prix Jules-Davaine en 1915 à titre posthume.